# دعوة خاصة جدا
دعوة خاصة جداً فيلم مصري، أنتج عام 1982.

## قصة الفيلم
(عبد الرحيم) هو أحد رجال الأعمال الأثرياء الذين كونوا ثروتهم بطرق غير مشروعة، يعاونه في ذلك مدير أعماله (مدكور)، يعمل لديه أيضا (إبراهيم) كمدير لأحد أفرع المجمعات الاستهلاكية. يقوم بنقل السلع التي يخزنها (عبد الرحيم) لرفع سعرها إلى المتجر، في يوم من الأيام يسارع الجمهور إلى شراء بعض السلع ويتهافتون على المتجر مما يتسبب في تكسير المنتجات، يغضب عبد الرحيم ويفصل إبراهيم من العمل، تصل إلى إبراهيم دعوة بالخطأ لحضور عيد ميلاد (سهير) ابنة عبد الرحيم، وليلة الحفل تقع العديد من المفارقات الكوميدية الغريبة عندما يقابل إبراهيم نماذج عديدة مختلفة من الأشخاص.

## روابط خارجية
- دعوة خاصة جدا على موقع قاعدة بيانات الأفلام العربية